# Trussville
Trussville ist eine US-amerikanische Stadt in Alabama in den Counties Jefferson und St. Clair County. Das U.S. Census Bureau hat bei der Volkszählung 2020 eine Einwohnerzahl von 26.123 ermittelt.

## Geographie
Trussvilles geographische Koordinaten sind 33° 37′ N, 86° 36′ W (33,621623, −86,596404)
Nach den Angaben des United States Census Bureaus hat die Stadt eine Fläche von 57,6 km², wovon 57,4 km² auf Land und 0,2 km² (= 0,27 %) auf Wasser entfallen.

## Demographie
Zum Zeitpunkt des United States Census 2000 bewohnten Trussville 12.924 Personen. Die Bevölkerungsdichte betrug 225,0 Personen pro km². Es gab 4726 Wohneinheiten, durchschnittlich 82,3 pro km². Die Bevölkerung von Trussville bestand zu 96,77 % aus Weißen, 1,48 % Schwarzen oder African American, 0,32 % Native American, 0,43 % Asian, 0,01 % Pacific Islander, 0,37 % gaben an, anderen Rassen anzugehören und 0,62 % nannten zwei oder mehr Rassen. 0,84 % der Bevölkerung erklärten, Hispanos oder Latinos jeglicher Rasse zu sein.
Die Bewohner Trussvilles verteilten sich auf 4588 Haushalte, von denen in 42,2 % Kinder unter 18 Jahren lebten. 73,3 % der Haushalte stellten Verheiratete, 7,6 % hatten einen weiblichen Haushaltsvorstand ohne Ehemann und 16,8 % bildeten keine Familien. 15,3 % der Haushalte bestanden aus Einzelpersonen und in 7,0 % aller Haushalte lebte jemand im Alter von 65 Jahren oder mehr alleine. Die durchschnittliche Haushaltsgröße betrug 2,79 und die durchschnittliche Familiengröße 3,11 Personen.
Die Stadtbevölkerung verteilte sich auf 27,4 % Minderjährige, 6,2 % 18–24-Jährige, 28,5 % 25–44-Jährige, 26,1 % 45–64-Jährige und 11,7 % im Alter von 65 Jahren oder mehr. Das Durchschnittsalter betrug 38 Jahre. Auf jeweils 100 Frauen entfielen 94,9 Männer. Bei den über 18-Jährigen entfielen auf 100 Frauen 90,8 Männer.
Das mittlere Haushaltseinkommen in Trussville betrug 66.943 US-Dollar und das mittlere Familieneinkommen erreichte die Höhe von 71.111 US-Dollar. Das Durchschnittseinkommen der Männer betrug 48.921 US-Dollar, gegenüber 31.806 US-Dollar bei den Frauen. Das Pro-Kopf-Einkommen in Trussville war 15.089 US-Dollar. 3,5 % der Bevölkerung und 2,5 % der Familien hatten ein Einkommen unterhalb der Armutsgrenze, davon waren 3,6 % der Minderjährigen und 3,2 % der Altersgruppe 65 Jahre und mehr betroffen.